# Gegantó Tinet el Graller
En Tinet el Graller és un gegantó de la colla del Casc Antic, fill d'en Peret el Fanaler i la Marieta de l'Ull Viu. Representa un nen músic, amb una gralla a la mà dreta i, a l'esquerra, unes partitures amb el ball de la Marieta de l'Ull Viu. Pel que fa a la indumentària, porta una camisa de quadres, una armilla negra, un mocador vermell al coll i una barretina.
La iniciativa de construir en Tinet va sorgir de la Colla Gegantera del Casc Antic, que, un any després d'adquirir els gegants grans, decidiren de fer una figura que poguessin portar els més joves. Aleshores encarregaren la tasca de construir un gegantó a l'imatger cardoní Toni Mujal, que el va enllestir el 1996.
El gegantó es presentà en una cerimònia emotiva al monestir de Montserrat, on el batejaren amb el nom de Tinet (escurçament d'Agustinet) amb referència al barri de Sant Agustí, que forma part del nucli antic barceloní. De fet, les altres peces d'imatgeria festiva de la colla també tenen noms que recorden barris de la Ciutat Vella.
Des que va néixer, en Tinet el Graller acompanya els seus pares a les eixides arreu, i tots tres són amfitrions d'una trobada gegantera que se celebra cada any pels volts de la festivitat de Sant Pere. També participen sempre en les festes principals de Barcelona, les de la Mercè i les de Santa Eulàlia, a banda de les d'alguns barris de la ciutat i de poblacions on són convidats. Quan no surten, són exposats permanentment a la Casa dels Entremesos, al costat d'una gran part de la imatgeria festiva de la Ciutat Vella.